# Hulda Þorsteinsdóttir
Hulda Þorsteinsdóttir (10 giugno 1991) è un'astista islandese.

## Palmarès
| Anno | Manifestazione                    | Sede       | Evento           | Risultato | Prestazione | Note |
| ---- | --------------------------------- | ---------- | ---------------- | --------- | ----------- | ---- |
| 2009 | Europei juniores                  | Novi Sad   | Salto con l'asta | 19ª (q)   | 3,65 m      |      |
| 2010 | Mondiali juniores                 | Moncton    | Salto con l'asta | 9ª        | 3,80 m      |      |
| 2015 | Giochi dei piccoli stati d'Europa | Reykjavík  | Salto con l'asta | Argento   | 3,60 m      |      |
| 2017 | Giochi dei piccoli stati d'Europa | Serravalle | Salto con l'asta | Oro       | 4,20 m      |      |

## Altre competizioni internazionali
2009
- Bronzo agli Europei a squadre ( Sarajevo), salto con l'asta - 3,70 m

2010
- Bronzo agli Europei a squadre ( Marsa), salto con l'asta - 3,60 m

2015
- Argento agli Europei a squadre ( Stara Zagora), salto con l'asta - 4,00 m

2017
- Bronzo agli Europei a squadre ( Tel Aviv), salto con l'asta - 4,05 m

2019
- Oro agli Europei a squadre ( Skopje), salto con l'asta - 3,60 m